# Dot és a csempészek
A Dot és a csempészek (eredeti cím: Dot and the Smugglers) 1987-ben bemutatott ausztrál rajzfilm, amely a Dot-sorozat hetedik része. A forgatókönyvet Greg Flynn írta, a rajzfilmet Yoram Gross rendezte, a zenéjét Guy Gross szerezte. A Yoram Gross Films készítette, a Hoyts Distribution forgalmazta. 
Ausztráliában 1987. április 4-én mutatták be a mozikban, Magyarországon 1995. május 7-én  az MTV2-n vetítették le a televízióban, majd 1995. augusztus 3-án az MTV1-en megismételték.

## Szereplők
| Szereplő | Eredeti hang    | Magyar hang     |
| -------- | --------------- | --------------- |
| Dot      | Barbara Frawley | Vadász Bea      |
| Bunkó    | N/A             | Felföldi László |
| Hegfej   | N/A             | Csankó Zoltán   |
| Bunyip   | N/A             | Szűcs Sándor    |

További magyar hangok: Faragó József, Halmágyi Sándor, Kiss Erika, Magyar Misi, Simonyi Balázs, Várkonyi András

## Betétdalok
- Don't go Outtonight
- Circus
- Best Friends
- Submaring
- Birdie, Birdie, Birdie
- In The Kangaroo Pouch (1977-es dal)
- Best Friends (end title)

## Érdekességek
- A Don't go Outtonight című dalban ismerős erdőben lakó állatok vannak a Dot és a kenguru című filmből és a Dot és Muris Füles című filmből.
- Az In The Kangaroo Pouch című dalt összeállították a Dot és a kenguru című film részletét.

## Televíziós megjelenések
TV-2, TV-1 